# Sandrans
Sandrans – miejscowość i gmina we Francji, w regionie Owernia-Rodan-Alpy, w departamencie Ain.

## Demografia
Według danych na styczeń 2012 roku gminę zamieszkiwały 522 osoby, a gęstość zaludnienia wynosiła 18 osób/km².